# Linaeidea
Linaeidea is een geslacht van kevers uit de familie bladkevers (Chrysomelidae).
De wetenschappelijke naam van het geslacht werd in 1860 gepubliceerd door Victor Ivanovitsch Motschulsky.

## Soorten
- Linaeidea basilewskyi Daccordi, 1980
- Linaeidea decellei Daccordi, 1980
- Linaeidea divarna Daccordi, 1984
- Linaeidea hiekei Daccordi, 1980
- Linaeidea jelineki Daccordi, 1980
- Linaeidea pacei Daccordi, 1980
- Linaeidea ruffoi Daccordi, 1980
- Linaeidea weisei Daccordi, 1980